# Грузинские греко-католики
Грузинские греко-католики — малочисленная группа грузинских католиков, придерживающихся византийского обряда и не имеющая в настоящее время собственной церковной иерархии. В настоящее время число грузинских греко-католиков не превышает несколько тысяч человек.

## История
В середине XIX века в Грузии возникло неформальное малочисленное движение среди грузинских православных верующих, которые хотели присоединиться к Католической церкви, сохранив при этом византийский обряд. Российское правительство препятствовало этому движению, поэтому многие священники и обычные верующие, желавшие сохранить восточный обряд, вступали в Армянскую католическую церковь.
В 1861 году священник Пётр Харисцирашвили основал в Стамбуле две мужскую и женскую монашеские общины, названные в честь Непорочного Зачатия Пресвятой Девы Марии. В эти общины входили 19 священников, 2 монахов, 7 послушников и 14 семинаристов. Женская община насчитывала 16 монахинь. Силами этих монашеских общин в Стамбуле был основан грузинский приход для верующих византийского обряда. Кроме того были созданы приходы в Константинополе и в городе Монтобан-де-Пикарди во Франции.
В короткий период независимости Грузии 1918—1921 гг. некоторые иерархи Грузинской Православной церкви предпринимали неудачные попытки переговоров с Ватиканом об объединении церквей.
В 1920 году в Грузию была направлена иезуитская миссия в составе Жана-Батиста Янссенса, Луи Бэлля и Станислава Тышкевича, которые из-за военных действий надолго остановились в Константинополе, оккупированном странами Антанты. Одним из сотрудников этой миссии стал русский католический священник византийского обряда Александр Сипягин, уроженец Тифлиса, известный также, как исследователь растительного мира Кавказа. Среди соловецких узников было два грузинских католических священника: апостольский администратор для католиков в Грузии архимандрит Шио Батманишвили (1885-1937) и священник Константин Сапарашвили (1887-1973). 
Имеются сведения, что представители семьи Багратионы, будучи в эмиграции в Испании, воссоединились с Католической Церковью. Князь И. Багратиони в 1947 году был инициатором открытия православного храма в Мадриде, официальное разрешение правительства последовало в 1949 году и священником в этом храме служил Рафаил Иваницкий-Ингило. Далее, кн. Г. Багратиони, возглавлявший церковный комитет, настоял на переход в ведение Константинопольского патриархата. Юрисдикционный конфликт в приходе привел к тому, что часть семьи князей Багратиони перешла в унию.

## В настоящее время
Грузинский приход Пресвятой Девы Марии Лурдской в Монтобан-де-Пикарди прекратил своё существование. В настоящее время церковь, в которой раньше находился грузинский византийский приход, используется Римско-католической церковью. Во дворе этой церкви находятся надгробия с грузинскими надписями.
Приход в Стамбуле просуществовал до 1974 года.
В настоящее время не существует прямых документированных свидетельств со стороны Святого Престола о создании Грузинской католической церкви. Ватикан в своих Acta Apostolicae Sedis не упоминает о создании подобной церковной структуры. Хотя существуют различные свидетельства о том, что священник Шио Батламашвили был рукоположен в епископа и назначен апостольским ординарием для грузинских греко-католиков, издания справочника Annuario Pontificio 30-х годов XX столетия не упоминают этого священника в качестве епископа. Современные малочисленные грузинские греко-католики не имеют собственной церковной структуры и подчиняются местным католическим иерархам. Также сегодня не существуют каких-либо свидетельств, что данная община грузинских католиков стремится к оформлению своего официального положения в структуре Католической церкви.

## Источник
- Католическая Энциклопедия, т. 1, изд. Францисканцев, М., 2002 г., стр. 1490, ISBN 5-89208-037-4